# اليمن الديمقراطي في الألعاب الأولمبية الصيفية 1988
شاركت دولة اليمن الجنوبي  بما كان يعرف سابقا جمهورية اليمن الديمقراطية في الألعاب الأولمبية الصيفية للعام 1988 في سيؤول عاصمة كوريا الجنوبية. كانت تلك المرة الوحيدة التي تنافس فيها اليمن الجنوبي في الألعاب الأولمبية حيث شارك 5 أفراد في ألعاب القوى لكانها لم تحقق أي ميدلية.
حيث شارك العداء ايهاب فؤاد احمد ناجي في مسابقة الجري مسافة 100 متر وحل بالمركز الثامن كما شارك العداء سهيم صالح مهدي بسياق مسافة 200 متر وحل بالمركز الثامن أيضا كما شارك فاروق احمد سيد في سباق 5000 متر

## روابط خارجية
- "South Yemen". Sports-Reference.com. مؤرشف من الأصل في 2019-09-30.
- Official Olympic Reports